# The Three Fates
The Three Fates è una suite in tre parti, del gruppo musicale inglese Emerson, Lake & Palmer. Ed è il brano che apre il lato B del loro album di debutto (1970).

## La suite

### Descrizione
La suite, composta de Keith Emerson, è costituita da tre movimenti l'uno per ciascuna delle sorelle della mitologia greca, rese famose come "Tre destini su Moire: Cloto, Lachesi e Atropo". La sua durata totale è un po' meno di otto minuti.

### Movimenti

#### Clotho
Il movimento Chloto è stato registrato alla Royal Festival Hall di Londra, con Keith Emerson che suona l'organo a canne di quell'auditorium. Dura circa 2 minuti meno un quarto.

#### Lachesis
Il movimento Lachesis è un assolo di pianoforte, di circa 3 minuti meno un quarto. Presenta influenze sia barocche che jazz, concludendosi con grandi arpeggi.

#### Atropos
Dopo aver brevemente rivistato l'organo del 1º movimento, Emerson passa a un "vamp" pianistico con l'accompagnamento degli altri membri della band. Viene sovrapposta un'improvvisazione, che finisce per essere trasformata in una sequenza ripetuta, eseguita polimetricamente in 4/4. La risonanza degli accordi finali è ridotta dal rumore delle esplosioni.

## Musicisti

### Gruppo
- Keith Emerson – organo, piano
- Greg Lake – basso
- Carl Palmer – batteria

### Crediti
- Greg Lake – produttore